# Березовка (Солонешенський район)
Бере́зовка (рос. Берёзовка) — село у складі Солонешенського району Алтайського краю, Росія. Адміністративний центр Березовської сільської ради.

## Населення
Населення — 714 осіб (2010; 719 у 2002).
Національний склад (станом на 2002 рік):
- росіяни — 98 %